# Temnohaiți, Șumsk
Temnohaiți (în ucraineană Темногайці) este o comună în raionul Șumsk, regiunea Ternopil, Ucraina, formată numai din satul de reședință.

## Demografie
Componența lingvistică a comunei Temnohaiți
     Ucraineană (99,84%)
Conform recensământului din 2001, majoritatea populației comunei Temnohaiți era vorbitoare de ucraineană (99,84%), existând în minoritate și vorbitori de alte limbi.